# Ottmar Deutsch
Ottmar Deutsch (* 11. November 1941) ist ein ehemaliger tschechoslowakischer Fußballspieler.

## Karriere
Deutsch spielte von 1962 bis 1965 zunächst für den TJ Slovnaft Bratislava in der 1. fotbalová liga und debütierte bei seinen ersten drei Saisonspielen am 26. September 1962 (7. Spieltag) beim 2:1-Sieg im Auswärtsspiel gegen den Liganeuling Jednota Trenčín. In der Folgesaison kam er bereits in fünf Punktspielen zum Einsatz und in der Saison 1964/65 in 23 Punktspielen. In diese Zeit fallen seine ersten beiden Erfolge; er gewann mit seinem Verein – dem einzigen, dem es gelang – zweimal (in Folge) den Rappan-Pokal.
Im Jahr 1965 erfolgte eine Änderung des Vereinsnamens; Deutsch spielte nunmehr für den TJ Internacionál Slovnaft Bratislava – bis 1972 noch 138 Mal. Mit dem vierten Platz 1965/66, 1968/69, 1969/70 schloss seine Mannschaft die Meisterschaft am besten, mit dem fünfzehnten 1971/72 am schlechtesten ab, dieser bedeutete den Abstieg.
Im Wettbewerb um den International Football Cup, auch als Rappan-Pokal bekannt, nahm er an fünf von sechs Ausspielungen teil und kam in insgesamt 22 Spielen zum Zuge. Von 1968 bis 1970 wurde er zudem in 14 Spielen um den 1955 wiederbelebten Wettbewerb um den Mitropapokal eingesetzt; in acht Spielen trug er beim Gewinn im Jahr 1969 dazu bei. Sein Debüt in diesem Wettbewerb hatte er bereits am 18. Juni 1961 bei der 2:4-Niederlage im Heimspiel gegen den TJ Slovan Nitra gegeben, seinem einzigen Spiel im Jahr 1961.

## Erfolge
- Mitropapokal-Sieger 1969
- IFC-Sieger 1963, 1964